# Lycaeides vulgaris
Lycaeides vulgaris är en fjärilsart som beskrevs av Jean-Baptiste Lamarck 1835. Lycaeides vulgaris ingår i släktet Lycaeides och familjen juvelvingar. Inga underarter finns listade i Catalogue of Life.